# Sergio Marchionne
Sergio Marchionne (Chieti, 17 giugno 1952 – Zurigo, 25 luglio 2018) è stato un dirigente d'azienda italiano naturalizzato canadese.
È noto a livello internazionale per aver guidato il profondo rinnovamento della FIAT. Ha ricoperto ruoli importanti nel gruppo Fiat: è stato amministratore delegato di Fiat Chrysler Automobiles N.V., FCA Italy e FCA US, di cui è stato anche presidente. È stato presidente anche di CNH Industrial N.V. e Ferrari N.V., oltre che Presidente e amministratore delegato di Ferrari S.p.A.. Nel 2011 è stato inserito dal periodico statunitense Time nell'annuale elenco delle cento persone più influenti del mondo, classificandosi 51º.
È stato inoltre vicepresidente di Exor N.V. e membro permanente della Fondazione Giovanni Agnelli, Presidente del CdA dell'ACEA (associazione costruttori) per l'anno 2012 e membro del CdA del Peterson Institute for International Economics, nonché co-presidente del Consiglio per le Relazioni tra Italia e Stati Uniti.

## Biografia

### Famiglia
Il padre Concezio (1915-1985) nacque a Cugnoli in Abruzzo e fu un maresciallo dei Carabinieri in servizio negli anni quaranta in Istria, dove prestò servizio fino al termine della seconda guerra mondiale quando la regione passò alla Jugoslavia. Qui conobbe la futura moglie, Maria Zuccon (1928-2017). Negli anni della guerra la famiglia materna fu colpita da due lutti. Successivamente i genitori di Sergio decisero di trasferirsi presso i familiari di Concezio a Chieti, dove subito dopo si sposarono e dove Sergio nacque nel 1952. Quando Sergio aveva 14 anni, la sua famiglia si spostò ancora, emigrando in Ontario, Canada, dove si era già stabilita la zia materna Anna Zuccon. Aveva anche una sorella maggiore, Luciana, docente universitaria di letteratura italiana, morta nel 1980 a 32 anni.
Marchionne era domiciliato in Svizzera a Walchwil, nel Canton Zugo, ma negli ultimi anni di vita abitava a Blonay, nel Canton Vaud. Aveva due figli, Alessio Giacomo (1989) e Jonathan Tyler (1994), nati dal primo matrimonio con l'ex moglie Orlandina. Dal 2012 era legato sentimentalmente a Manuela Battezzato, manager aziendale conosciuta alla FCA, dove si occupava del settore comunicazioni.

### Formazione universitaria
In Canada Sergio Marchionne si laureò in filosofia presso l'Università di Toronto; in un'intervista dichiarò: «Quando ho iniziato l’università, in Canada, ho scelto filosofia. L’ho fatto semplicemente perché sentivo che, in quel momento, era una cosa importante per me».
Successivamente si laureò in giurisprudenza alla Osgoode Hall Law School dell'Università di York (Ontario, Canada) con il massimo dei voti, conseguendo poi presso l'Università di Windsor (Ontario, Canada) una Laurea in Discipline Commerciali (Bachelor of Commerce) ed un Master in business administration. Esercitò quindi come procuratore legale, avvocato ed esperto contabile diplomato quando si poteva ancora esercitare la professione con una laurea in giurisprudenza annessa ad un master in economia.

### L'esperienza canadese e l'affermazione alla SGS
Lasciato il mondo forense, iniziò nel Nord America la prima parte della sua attività professionale come dirigente. Dal 1983 al 1985 lavorò per la società Deloitte Touche come avvocato commercialista ed esperto nell'area fiscale; successivamente dal 1985 al 1988 ricoprì il ruolo di controllore di gruppo e poi direttore dello sviluppo aziendale presso il Lawson Mardon Group di Toronto. Dal 1989 al 1990 fu vicepresidente esecutivo della Glenex Industries, mentre dal 1990 al 1992 fu responsabile dell'area della Acklands.
Sempre a Toronto, nel periodo tra il 1992 e il 1994 fu, nell'ordine, responsabile per lo sviluppo legale e aziendale e Chief Financial Officer al Lawson Group, acquisito da Alusuisse Lonza (Algroup) nel 1994. In seguito guidò il Lonza Group Ltd, separatosi da Algroup, in veste di amministratore delegato prima (2000–2001), e di presidente poi (2002).
Nel febbraio del 2002 fu nominato amministratore delegato della SGS di Ginevra, azienda operante in servizi di ispezione, verifica e certificazione, con 55 000 dipendenti in tutto il mondo. Il gruppo svizzero risultò risanato in soli due anni. Nel maggio 2002 entrò a far parte del CdA del gruppo biotecnologico Serono. Nel marzo del 2006 fu eletto Presidente della Società di Ginevra, incarico che mantenne sino alla morte. Dal 2008 fino ad aprile 2010 è stato vicepresidente non esecutivo e Senior Independent Director di UBS.

### L'ingresso nel Gruppo FIAT

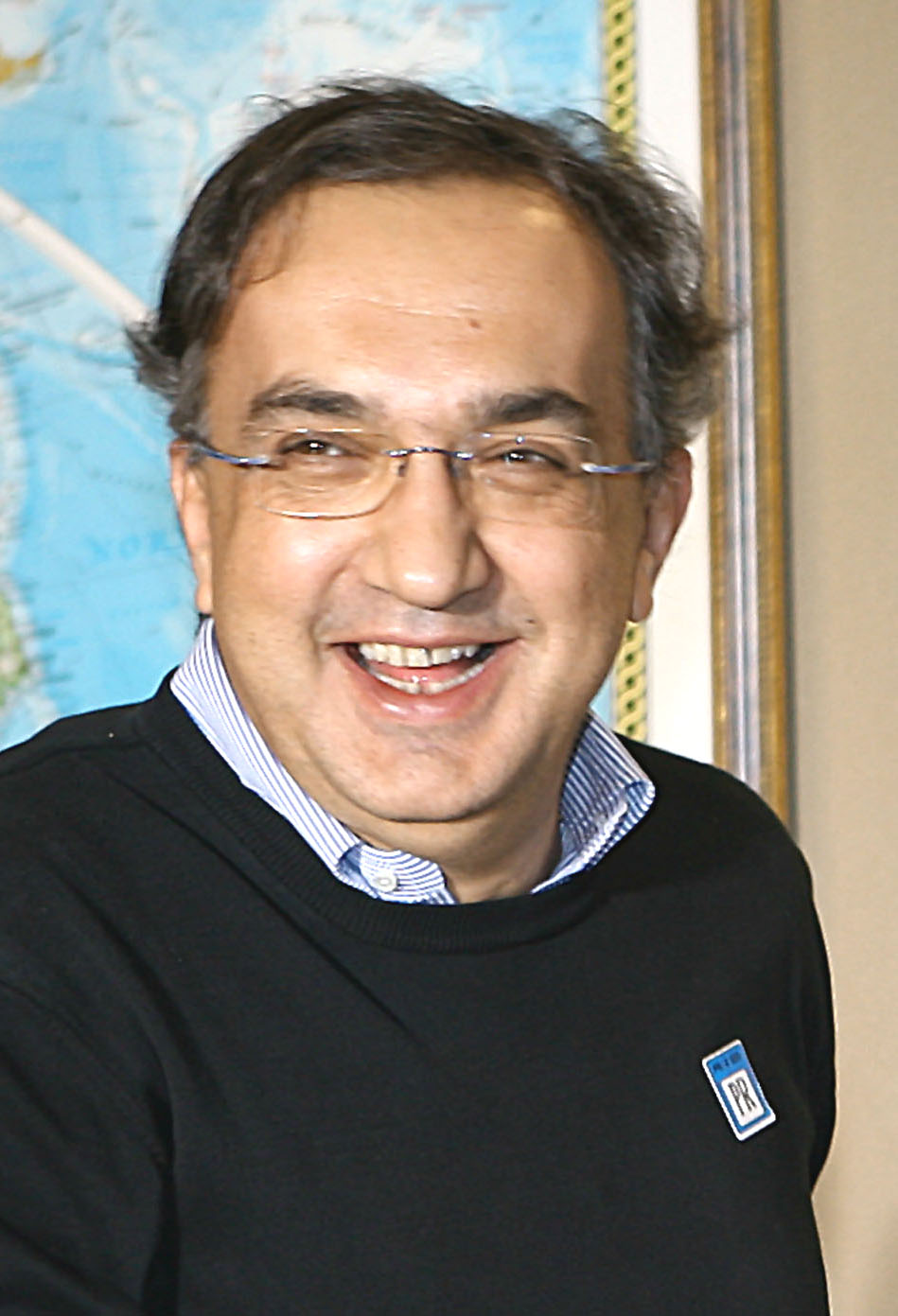
Sergio Marchionne

Ha fatto parte del Consiglio di amministrazione del Lingotto dal 2003 su designazione di Umberto Agnelli. Per le sue doti dimostrate nella SGS, in seguito alla morte del Dottore e alle dimissioni dell'amministratore delegato Giuseppe Morchio che aveva lasciato l'azienda dopo il rifiuto della famiglia Agnelli di affidargli anche la carica di presidente, Sergio Marchionne viene nominato dal 1º giugno 2004 amministratore delegato della FIAT. Dopo alcuni contrasti con il dirigente austriaco Herbert Demel, nel 2005 assume anche la guida dell'allora Fiat Auto (in seguito denominata Fiat Group Automobiles) in prima persona. Rivoluziona il modello organizzativo, accantona silenziosamente il progetto del polo del lusso, fa riacquistare autonomia commerciale ai vari marchi.
Da aprile 2006 a settembre 2013 è presidente di CNH Global, azienda che operava nel settore delle macchine agricole e per le costruzioni. A giugno 2009 assume la carica di amministratore delegato di Chrysler Group, ora FCA US. A maggio 2010 entra a far parte del Consiglio di amministrazione di Exor S.p.A. Ha ricoperto inoltre la carica di presidente di Fiat Industrial S.p.A. da gennaio 2011, a seguito della scissione del Gruppo Fiat, fino al settembre 2013, quando si fuse con la CNH Global, dando vita alla CNH Industrial, di cui diventa presidente.
Durante l'amministrazione Marchionne, il gruppo lancia nuovi modelli, tra cui l'Alfa 159, la Nuova Fiat Bravo, la Fiat Nuova 500, la Grande Punto, l'auto più venduta in Italia nel 2006 e nel 2007. Durante la sua gestione, il titolo FIAT è passato da un minimo prossimo ai € 4 del 2005 ai € 23 del luglio 2007, per declinare poi a € 13 (comprensivo anche dello spin-off delle attività industriali, Iveco e Case New Holland, conferite in Fiat Industrial), e scendere a 3,944 € nell'aprile 2012.
Nel 2012 era risultato essere il manager più pagato in Italia, tra le società italiane allora quotate in Piazza Affari (come a.d. di Fiat S.p.A. e Presidente di Fiat Industrial) con compensi monetari per 7,4 milioni di euro e azioni gratuite («stock grant») assegnate all'inizio del 2012 in base al piano di incentivazione 2009–2011, che il giorno dell'assegnazione valevano 40,7 milioni. Per la carica di a.d. dell'allora Chrysler non aveva percepito alcun compenso.

### L'acquisizione di Chrysler
A causa della grave crisi economico-finanziaria che coinvolge il mondo intero, e in particolare il settore automobilistico, agli inizi del 2009 Marchionne tenta di acquisire attraverso FIAT altri importanti gruppi automobilistici europei e non, tali da rendere il gruppo torinese il secondo al mondo. Tale politica ha subito critiche da parte del vice presidente della Commissione europea, il tedesco Günter Verheugen, in merito all'alto indebitamento del gruppo FIAT e alla impossibilità, a detta di Verheugen, di attuare una così aggressiva politica sul mercato mondiale. Tali critiche sono poi rientrate parzialmente grazie all'intervento del presidente della Commissione, José Barroso.
Nel mese di aprile del 2009 Marchionne effettua lunghe e travagliate trattative legate all'acquisizione di Chrysler con i sindacati e il governo degli Stati Uniti. La Chrysler, controllata negli ultimi tempi dalla Daimler che ha perso in quell'acquisizione una sessantina di miliardi di dollari,, è fallita, ha gli stabilimenti quasi tutti chiusi e i 39.000 dipendenti a casa. Al termine delle trattative con Barack Obama, da poco eletto presidente, d'accordo nel tentativo di salvare l'azienda statunitense con un'operazione che il Wall Street Journal sintetizzerà come "una nazionalizzazione mascherata seguita da una privatizzazione agevolata",, viene raggiunto un accordo che prevede l'acquisizione da parte del Lingotto del 20% delle azioni Chrysler, in cambio delle conoscenze e delle tecnologie torinesi, facendo nascere così il sesto gruppo automobilistico del mondo. L'annuncio di tale accordo è stato dato dallo stesso presidente degli Stati Uniti Barack Obama. Dopo un tentativo fallito di alcuni creditori di Chrysler di bloccare, attraverso la Corte suprema degli Stati Uniti, la trattativa tra i due gruppi, il 10 giugno 2009 nasce la nuova Chrysler, di cui la FIAT ha il controllo manageriale e una quota iniziale del 20%. L'azionista di maggioranza è il fondo VEBA di proprietà del sindacato metalmeccanico UAW. Amministratore delegato è Marchionne che, oltre ad essere alla guida della FIAT, è nello stesso tempo presidente di SGS a Ginevra e vicepresidente della banca svizzera UBS. Per fare uscire la Chrysler dalla crisi, Marchionne promuove i manager che trova in azienda (al contrario di quanto aveva fatto la Daimler che aveva trasferito a Detroit 400 suoi dirigenti), lancia il progetto della nuova Jeep Grand Cherokee che uscirà un anno più tardi e nel luglio 2009 lo stabilimento di Jefferson, simbolo dell'azienda, riapre i battenti. Nel luglio 2010 Barack Obama, in camicia e cravatta, visiterà lo stabilimento.

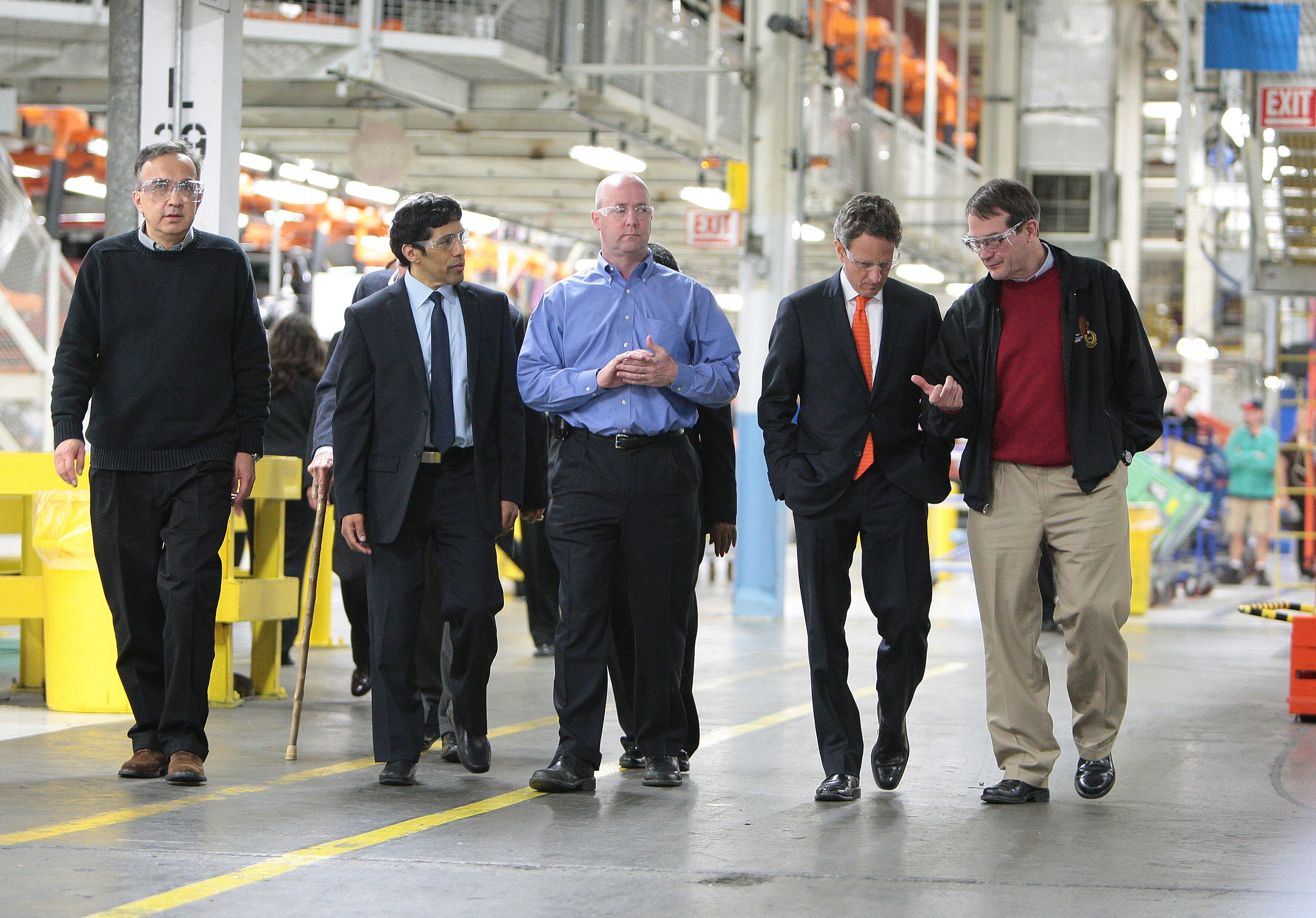
Sergio Marchionne durante una visita ufficiale alla Jefferson North Assembly Plant (JNAP) di Detroit, nel 2011

Grazie alla strategia attuata da Marchionne, la casa automobilistica statunitense nel primo trimestre del 2011 torna all'utile e ottiene un risultato netto operativo pari a 116 milioni di dollari. A maggio 2011, a seguito del rifinanziamento del debito di Chrysler e del rimborso da parte di Chrysler dei prestiti concessi dai Governi degli Stati Uniti e del Canada, FIAT incrementa la propria partecipazione in Chrysler raggiungendo il 46%. Nel luglio 2011, con l'acquisto delle partecipazioni in Chrysler del Canada e del Dipartimento del Tesoro Statunitense, FIAT arriva a detenere il 53,5% del capitale di Chrysler. Quindi, FIAT esercita nei primi giorni del 2012 il diritto di acquistare un'ulteriore partecipazione del 5% in Chrysler a seguito della realizzazione dell'ultimo "Performance Event", ovvero la realizzazione di un'auto (Dodge Dart) in grado di percorrere 40 miglia con un solo gallone di benzina (17 km/L), portando così FIAT a detenere il 58,5% del capitale di Chrysler Group LLC. Il 1º gennaio 2014 infine FIAT Group completa l'acquisizione di Chrysler rilevando il rimanente 41,5% dal Fondo VEBA e salendo al 100% della proprietà di Chrysler. L'accordo è pari a 3,65 miliardi di US$, di cui 1,75 versati cash e i rimanenti 1,90 in un maxi dividendo di cui FIAT girerà a VEBA la quota relativa al proprio 58,5%.

### I tentativi con Opel e General Motors
Un'altra trattativa importante condotta da Marchionne è stata quella legata all'acquisizione di Opel, azienda automobilistica europea (con ben quattro stabilimenti in Germania e con i conti in rosso) controllata dal gruppo General Motors, anch'esso in difficoltà economiche. Ma si trova contro in particolare i sindacati tedeschi che temono la forte perdita di posti di lavoro. Dopo lunghe e difficili trattative sembrava che la "partita Opel" fosse stata vinta dal colosso austro-canadese di componentistica Magna International. Ma neppure Magna International (alleato con la casa automobilistica GAZ e la banca Sberbank, entrambe russe) riuscirà nell'intento di acquisire Opel in quanto quasi a sorpresa General Motors decide di mantenere al suo interno la Opel e di rilanciare il marchio e la produzione seppur sacrificando qualche stabilimento in eccedenza. Opel sarà poi ceduta nel 2017 al gruppo francese PSA.
Nel 2015 Marchionne, che si rende conto come Fiat Chrysler sia ancora piccola, avvia contatti con Mary Barra per una fusione tra FCA e General Motors ma la proposta viene respinta. Pensa allora ad una scalata ostile di GM con il lancio di un'Opa che richiede almeno 60 miliardi di dollari. Cerca e trova anche investitori ma alla fine viene dissuaso.

### La questione di Termini Imerese
Nel corso della sua gestione Marchionne ha stilato una lista di stabilimenti FIAT da chiudere o ridimensionare, fra i quali quello di Termini Imerese in Sicilia, che occupava quasi 2.000 dipendenti. A cavallo tra gennaio e febbraio 2010, su questo impianto, ci fu un aspro dibattito tra i vertici della casa automobilistica torinese e il governo italiano, discutendosi sia dell'opportunità di tenere aperto lo stabilimento siciliano, sia degli incentivi statali al settore auto.

### Alfa Romeo e presidenza Ferrari
Nel 2012 dice no alla proposta di Ferdinand Piëch, a capo della Porsche e della Volkswagen, di voler rilevare il marchio Alfa Romeo e uno stabilimento. E lo dice in un'assemblea a Torino sforzandosi di parlare in piemontese. Il 13 ottobre 2014 sostituisce Luca Cordero di Montezemolo alla presidenza della Ferrari N.V. e Ferrari S.p.A., carica detenuta fino al 21 luglio 2018.

### L'ultima apparizione in pubblico e la morte
Il 26 giugno 2018, Marchionne fa la sua ultima apparizione in pubblico a Roma, presenziando alla consegna di una Jeep Wrangler all'Arma dei Carabinieri e pronunciando un discorso circa i dazi degli Stati Uniti di Donald Trump. Il giorno dopo viene ricoverato all'ospedale universitario di Zurigo per un problema alla spalla destra per il quale doveva essere operato. Nelle settimane successive le sue condizioni di salute peggiorano, a tal punto che il 21 luglio viene definitivamente sostituito nel ruolo di amministratore delegato di FCA da Michael Manley e di Ferrari da Louis Carey Camilleri; lo stesso giorno il Gruppo FCA e John Elkann rendono note le gravi condizioni cliniche di Marchionne. Il 22 luglio entra in coma irreversibile. Marchionne muore la mattina del 25 luglio, all'età di 66 anni. Il 26 luglio l'Università di Zurigo ha comunicato che l'ex CEO di FCA era sottoposto da più di un anno a diverse cure per una grave malattia. 
In seguito è stata diffusa la causa della morte per arresto cardiaco dovuto a un sarcoma .
Il suo corpo è stato cremato e le sue ceneri tumulate nella tomba di famiglia presso il 
Queen of Heaven Catholic Cemetery (cimitero cattolico) di Vaughan, poco a nord di Toronto, in Canada.

### Eventi e progetti dedicati
Alla memoria di Sergio Marchionne è intitolato il programma di borse di studio «Sergio Marchionne Student Achievement Awards», rivolto ai figli dei dipendenti del gruppo Stellantis, che ogni anno assegna riconoscimenti a coloro che hanno conseguito i migliori risultati nello studio.
Nell’agosto 2021, alla 42ª edizione del Meeting di Rimini, è stata presentata una mostra su Sergio Marchionne, “Disruptive: la sfida di ricostruire”, con interviste e contributi di personalità quali Mario Calabresi, Sergio Chiamparino, Marco Bentivogli e John Elkann.
Alla sua memoria è stato intitolato il 6 novembre 2019 il nuovo Istituto Onnicomprensivo "Sergio Marchionne" di Amatrice ricostruito dopo il sisma del 2016 con un generoso contributo da parte di FCA e fortemente voluto da Sergio Marchionne

## Onorificenze

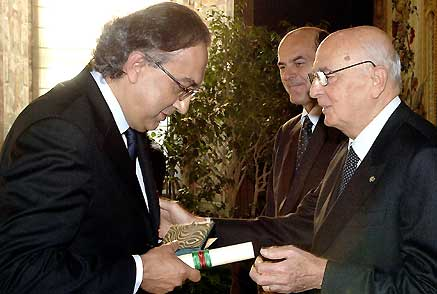
Il Presidente della Repubblica Italiana, Giorgio Napolitano, con a fianco il Ministro dello sviluppo economico, Pier Luigi Bersani, consegna le insegne di Cavaliere del lavoro a Sergio Marchionne.

## Riconoscimenti
- Laurea magistrale honoris causa in giurisprudenza conferita dall'Università di Windsor (Canada) il 15 ottobre 2005[47][48]
- Ordine della Minerva dell'Università degli Studi "Gabriele d'Annunzio" di Chieti nel 2006
- Master universitario honoris causa in business administration dalla Fondazione CUOA il 30 novembre 2007
- Laurea honoris causa in Economia e Commercio conferita dall'Università degli Studi di Cassino e del Lazio Meridionale il 5 ottobre 2007, «Per le indiscusse doti manageriali e per aver intrapreso una nuova politica con cui dare forte impulso alla Fiat. Strategia che ha portato, in termini produttivi e con costi limitati, all'incremento delle assunzioni sul nostro territorio»[49]
- Laurea magistrale honoris causa in Ingegneria gestionale conferita dal Politecnico di Torino il 27 maggio 2008 «Per la lunga e prestigiosa attività manageriale a livello internazionale e per aver saputo risanare la principale impresa industriale italiana, rivitalizzandone l'immagine e la capacità competitiva a livello mondiale»[50]
- Il 5 novembre 2010 gli è stato conferito il "Premio Pico della Mirandola"[51]
- Dottorato di ricerca honoris causa in business administration conferito dall'Università di Toledo (Ohio) l'8 maggio 2011
- The Deming Cup 2011 per operational excellence dal W. Edwards Deming Center at Columbia Business School nel 2011[52]
- The Business Council for International Understanding gli conferisce the Dwight D. Eisenhower Leadership Award nel 2011[53][54]
- Laurea magistrale honoris causa in giurisprudenza conferita dal Walsh College of Accountancy and Business Administration di Troy (Michigan) il 30 gennaio 2013[55]
- Hennick Medal for Career Achievement conferito presso la Osgoode Hall Law School (York University) dal The Hennick Centre for Business and Law nel 2015[56]
- Riceve il SAE Foundation Industry Leadership Award, quando è CEO di Fiat Chrysler Automobiles (FCA) e Chairman del CNH Industrial N.V. nel 2015[57]
- Laurea magistrale honoris causa in ingegneria meccatronica conferitagli il 2 ottobre 2017 dall’Università degli Studi di Trento presso il Polo della Meccatronica di Rovereto, per l'«eccezionale professionalità, impegno ed efficacia di Marchionne nella gestione di diverse realtà industriali ai massimi livelli internazionali».[58]
- World Car Person of the Year, presso il Salone dell'automobile di Ginevra il 5 marzo 2019
- Inserito nell'Automotive Hall of Fame il 18 luglio 2019